# Remigius von Straßburg
Remigius von Straßburg († 20. März 783 oder 782) (auch Remedius, fälschlich Benignus) war Bischof von Straßburg.

## Leben
Remigius gehörte nach neueren Erkenntnissen nicht den Etichonen an. Auch mit der heiligen Odilia war er nicht eng verwandt. Ungesichert ist auch die Vermutung, dass er aus der Provence stammte.
Wahrscheinlich wirkte er bereits zur Zeit von Bischof Heddo in Straßburg und wurde von diesem auch gefördert. Nach einer späteren Legende soll er Abt in Munster gewesen sein. Dies darf als widerlegt gelten.
Es ist weder völlig klar, wem er nachfolgte, noch ab wann er Bischof war. Möglicherweise war er ab 765 Bischof. Eine der wenigen klaren Daten seiner Zeit als Bischof ist das 778 aufgesetzte und von mehreren anderen Bischöfen mit unterzeichnete Testament. Dieses bildet gleichzeitig auch die Hauptquelle für seine Tätigkeit in Straßburg. Erhalten ist es nur als Kopie aus dem 12. Jahrhundert. Dennoch gehört es zu den bedeutenden Dokumenten seiner Art aus der Zeit des merowingischen beziehungsweise karolingischen Frankenreiches.
Nachdem er Bischof geworden war, pilgerte er nach Rom. Diese Reise fand dabei frühesten 772 statt. Von Papst Hadrian I. erhielt er die Reliquien der Heiligen Sophia. Diesen brachte er in das von ihm begründete Kloster Eschau.
In der Umbruchzeit zwischen Merowingern und Karolingern bemühte er sich um die Einbeziehung des Bistums Straßburg in die Reichskirche. Ähnlich wie Chrodegang von Metz befürwortete er eine enge Bindung zwischen fränkischem Reich und Papst. Außerdem bemühte er sich um eine stärker Christianisierung auch außerhalb der Städte durch die Förderung und Gründung von Klöstern und Kirchen. Auch strebte er eine stärkere wirtschaftliche und personelle Verbindung der Reichsteile an.
In dem Testament übertrug Remigius dem Straßburger Münster das von ihm gegründete nahegelegene Frauenkloster Eschau sowie das entfernte Kloster Aaregau oder Schönenwerd. Ein Großteil der Besitzungen des Klosters Eschaus kam von der Verwandtschaft der heiligen Odilia. Diese Besitzungen übertrug er an den Dom zu Straßburg. Für sich selbst, für seine Nichte und ihren Sohn behielt er sich aber den Nießbrauch eines Teils der Zinsen vor.
In seinem Testament bestimmte er auch, dass er nach seinem Tod in der von ihm erbauten Krypta beigesetzt werden wollte. Gemeint ist damit wohl nicht der Dom in Straßburg, sondern das Kloster Eschau.
Früher hat man angenommen, dass er als Heiliger verehrt wurde. Dies scheint jedoch nicht zutreffend zu sein.